# Дијана Милошевић
Дијана Милошевић (Београд, 3. марта 1961) српска је позоришна редитељка и дефектолог. Оснивач је Дах театра у Београду.

## Биографија

### Детињство, младост и породица
Дијана је рођена у Београду, као најмлађе дете економисткиње Савке Живадиновић и доктора Љувише Милошевића. У тринаестој години сели се са мајком у Пољску где похађа варшавску гимназију и усавршава пољски језик.
Године 1986. дипломирала је на Дефектолошком факултету у Београду и неко време, током студија позоришне режије, радила са аутистичном децом као дефектолог.
Крајем 1980-их упознавање са радом данске трупе Один театра, омогућава јој да 1988. постане асистент чувеног редитеља Еуђенија Барбе у представи „Talabot
Режију је дипломирала 1989. године на Факултету за драмску уметност у Београду.

### Приватни живот
Од 1991. године живи и ради са концептуалним уметником Нешом Париповићем.

## Каријера

### Дах театар
Из потребе за темељним истраживачким радом, редитељке Јадранка Анделић и Дијана Милошевић, основале су 1991 независну невладину групу Дах Театар која је била прву позоришна лабораторија у земљи.
Године 1993. Дах Театар формира Дах Театар - Центар за позоришна истраживања са програмом састављеним од радионица, предавања, семинара, гостујућих представа и фестивала.
Прва изведена представа Дах Театра била је Ова вавилонска пометња, базирана на песмама Бертолта Брехта.
Од 1993 до данас, Центар је организовао и реализовао много догадаја као што су: специфичне радионице (техника Лабан, Александер техника, наслеђе Маге Магазиновић, рад са штулама, Буто, Сузуки техника и друге), и интернационални фестивали, сусрети и гостовања значајних уметника из целог света.

## Награде и признања
- 1987. Награда позоришних критичара за једну од десет најбољих представа у Југославији 1986/87, за представу Луди од љубави
- 1989. Фестивал Позоришне свечаности у Младеновцу - награда за најбољу представу, за представу Код вечите славине
- 1989. Позоришни Фестивал Војводине - награда за најбољу режију, представи Код Вечите славине
- 1997  награда Еуђенио Барба Дах Театру.
- 2007.  - награда за политички театар, Јадранки Анђелић и Дијани Милошевић, коју оне деле са Дах театром
- 2008. Грозданин кикот- награда за допринос савременом позоришту, Дијани Милосевић
- 2009. Фондација ЕРСТЕ - награда за социјалне интеграције, за представу Невидљиви град

## Режија
- 1987. Луди од љубави
- 1989. Јерма
- 1989. Вадисрце
- 1991.
- 1994.
- 1997/98. Случај Хелен Келер
- 1997/98. Анђели у градовима
- 1999. Путници
- 1999. Документи времена
- 2000.
- 2001. Мапе забрањеног памћења - копродукција
- 2002. Плес са тамом
- 2002.
- 2003. Унутрашња мандала
- 2004/05.
- 2004/05.
- 2005. Алиса и Кафка су мртви - живели Розенбергови
- 2006. Водич кроз алтернативну историју Београда
- 2006. Прича о чају
- 2007. Некроманти
- 2007. Тражење града
- 2008. Прелазећи линију
- 2008/09.
- 2010. Код Настасијевића
- 2010/11.

### Kopежија
- 1989. Код вечите славине
- 1991.
- 1992. Дарови наших предака
- 1992/93. Ова вавилонска пометња
- 1994. Зенит - Историја једног заноса
- 1995. Легенда о крају света
- 1995.
- 1996. Сећање Анђела
- 1999.
- 2005. Невидљиви град

### Кодраматургија
- 1991.
- 1994.